# Overnight Sensation
Overnight Sensation četrnaesti je studijski album britanskog rock-sastava Motörhead. Diskografske kuće Steamhammer i CMC International Records objavile su ga 15. listopada 1996.

## O albumu
Prvi je studijski album skupine na kojem nije svirao gitarist Würzel. Također je prvi studijski album sastava od albuma Ace of Spades iz 1980. na čijem se omotu nalaze članovi sastava umjesto maskote Snaggletooth.
U pisanju pjesme „Civil War” uz sam je sastav sudjelovao i Magnus Axx, gitarist švedskog rock-sastava Swedish Erotica.
Pjevač i basist Lemmy izjavio je da je skupina pisala pjesme četiri tjedna, a da ih je snimala dva mjeseca. Proces rada na albumu bez četvrtog člana opisao je ovako:
S druge strane, Dee je komentirao da mu je to bilo „najteže” doba koje je proveo u sastavu jer se Lemmy „prilično ublažio” u pisanju pjesama te da su on i Phil, frustrirani, tad „dvaput ili triput” napustili skupinu. Međutim, u knjizi Overkill: The Untold Story of Motörhead dodao je da je sastavu „bilo lakše” bez Würzela iako je pisao „stvarno žestoke pjesme i rifove” jer „jednostavno više nije uživao u Motörheadu” i da je „biti s takvom osobom u skupini jako, jako teško”.

## Popis pjesama
| 1.    | »Civil War«                | Phil Campbell, Mikkey Dee, Lemmy, Magnus Axx | 3:02 |
| 2.    | »Crazy Like a Fox«         | Dee, Lemmy, Campbell                         | 4:32 |
| 3.    | »I Don't Believe a Word«   | Lemmy, Dee, Campbell                         | 6:31 |
| 4.    | »Eat the Gun«              | Lemmy, Dee, Campbell                         | 2:13 |
| 5.    | »Overnight Sensation«      | Lemmy, Campbell, Dee                         | 4:10 |
| 6.    | »Love Can't Buy You Money« | Dee, Lemmy, Campbell                         | 3:06 |
| 7.    | »Broken«                   | Dee, Campbell, Lemmy                         | 4:34 |
| 8.    | »Them Not Me«              | Dee, Lemmy, Campbell                         | 2:47 |
| 9.    | »Murder Show«              | Lemmy, Campbell, Dee                         | 3:03 |
| 10.   | »Shake the World«          | Campbell, Dee, Lemmy                         | 3:29 |
| 11.   | »Listen to Your Heart«     | Lemmy                                        | 3:45 |
| 41:16 |                            |                                              |      |

## Recenzije
| Recenzije    | Recenzije |
| Izvor        | Ocjena    |
| ------------ | --------- |
| AllMusic     | [ 5 ]     |
| Rock Hard    | 8/10      |
| Sputnikmusic | 3,5/5     |

Dobio je pozitivne kritike. Pišući za AllMusic, Eduardo Rivadavia dao mu je četiri zvjezdice od njih pet nazvavši ga „najraznovrsnijim [albumom u proteklih nekoliko] godina” i opisavši ga „predivno sirovim i iskrenim albumom koji će se jamačno dopasti [slušateljima], a naročito starijim obožavateljima”. U osvrtu za Rock Hard Jan Jaedike dao mu je osam bodova od njih deset izjavivši da je „glazbeno posve koherentan” i da „dokazuje kako se nove ideje ni slučajno [ne svode na] bespomoćno čeprkanje po stranim žanrovima, nego pokazuju Motörheadov razvoj koji je malo tko mogao očekivati nakon svih ovih godina”.
U pozitivnoj recenziji uredništvo njemačke inačice časopisa Metal Hammer naglasilo je da sastav na uratku „sve više pokazuje metalne zube” i da se na njemu „ne nalaze velike uspješnice, ali je [...] nagovijestio žešće Motörheadovo doba po kojem je sastav poznat i danas”. Sputnikmusicov recenzent dao mu je tri i pol boda od njih pet napisavši da je riječ o „uspješnu spoju klasična Motorheadova stila s uz pokoju primjesu modernosti” i da je to „iznenađujuće kvalitetno izdanje iz doba kad je Motorhead naočigled počeo posustajati”.

## Zasluge
| Motörhead - Lemmy – vokal, bas-gitara; usna harmonika (na pjesmi „Crazy Like a Fox”); akustična gitara (na 5. i 11. pjesmi); produkcija - Phil Campbell – gitara, produkcija - Mikkey Dee – bubnjevi, produkcija | Ostalo osoblje - Howard Benson – produkcija - Duane Barron – produkcija, miksanje - Ryan Dorn – produkcija, miksanje - James Ornelas – pomoć pri tonskoj obradi - Evan Levy – pomoć pri tonskoj obradi - Dewayne Baron – pomoć pri tonskoj obradi - Dan Hersch – mastering - Shannon Crawford – naslovnica - Annamaria DiSanto – Lemmyjeva fotografija na naslovnici |

## Ljestvice
| Ljestvica (1996.)                            | Najviša pozicija |
| -------------------------------------------- | ---------------- |
| Finska                                       | 39.              |
| Njemačka                                     | 71.              |
| Švedska                                      | 60.              |
| Ujedinjeno Kraljevstvo (Rock & Metal Albums) | 22.              |

| Ljestvica (2021.)                            | Najviša pozicija |
| -------------------------------------------- | ---------------- |
| Njemačka                                     | 70.              |
| Škotska                                      | 34.              |
| Ujedinjeno Kraljevstvo (Independent Albums)  | 18.              |
| Ujedinjeno Kraljevstvo (Rock & Metal Albums) | 8.               |